# Crveno sunce
Crveno sunce je epizoda Zagora objavljena u svesci br. 157. u izdanju Veselog četvrtka. Na kioscima u Srbiji se pojavila 13. februar 2020. Koštala je 270 din. (2,27 €; 2,65 $) Imala je 94 strane. Ova sveska je nastavak epizode koja je započela u svesci #155. Povratak samuraja i #156. Zaseda nindži.

## Originalna epizoda
Originalna epizoda pod nazivom Sole rosso objavljena je premijerno u #625. regularne edicije Zagora u izdanju Bonelija u Italiji 03.08.2017. Epizodu je nacrtao Massimo Pesce, a scenario napisao Jacopo Rauch. Naslovnicu je nacrtao Alessandro Piccinelli. Koštala je 3,9 €.

## Detaljan sadržaj
Preuzeto sa sajta Stripocenzija
Takeda sanja događaj iz prošlosti, kada je u Japanu spasio život Šimadi, kojeg su napali pljačkaši. Tada se budi i seća se šta se dogodilo prethodne večeri, a od Zagora saznaje i da je Macudaira otet, nakon čega sa njim kreće u potragu za otetim ambasadorom. Nekoliko milja dalje, grupa Šaftovih ljudi se sastaje sa Šimadom i njegovim nindžama, i traže da im predaju obećano zlato, bez obzira na to što nisu ubili Macudairu. Nindže ih napadaju i ubijaju, ali ostavljaju jednog od njih u životu, kako bi ga pratili do Šaftovog skrovišta. Prateći tragove otmičara, Takeda usput objašnjava Zagoru oružja koja nindže koriste, i priča mu kako je pre mnogo godina upoznao Šimadu. On kaže da je Šimada u službi veća Šoguna, što znači da se radi o zaveri, i da neko želi da ugrozi ishod diplomatske misije. Kako bi ostvarili svoj cilj, unajmili su američke bandite, kako bi izgledalo da su ih oni ubili, i da nindže nemaju veze s tim, čime bi dokazali da su zapadnjaci divljaci, i da im ne treba verovati. Nakon nekog vremena, oni nailaze na leševe Šaftovih ljudi koje su Šimada i nindže ubili, i kreću njihovim tragovima. Te večeri, u mali kanjon koji Šaft koristi kao skrovište dolazi onaj ranjeni bandit kojeg su nindže namerno ostavile u životu, i kaže mu da su svi ostali ubijeni. Šaft shvata da su ga nindže poštedele samo kako bi ga pratile, i raspoređuje svoje preostale ljude da stražare na prilazima. Na drugom mestu, Zagor kaže da se u blizini nalazi samo jedno mesto na kojem bi Šaft mogao da se krije, i da mogu da stignu tamo težim putem koji banditi najverovatnije ne nadgledaju. Tada ih napadaju dvojica nindža, ali Zagor i Takeda uspevaju da se odbrane i ubiju ih. Sledećeg jutra, oni stižu sa druge strane kanjona u kojem je Šaftovo skrovište, i kreću da se penju uz strmu liticu. Istovremeno, Šimada Džona i jedan preostali nindža napadaju Šaftove ljude koji je on postavio da stražare. Tokom borbe, Šimadin poslednji nindža umire, ali on uspeva da ubije sve Šaftove ljude na straži. Šaft se sprema da ga dočeka i puca na njega, ali Šimada izbegava i pogodi ga šurikenom, nakon čega Šaft pada na zemlju. Šimada dolazi do kolibe u kojoj je ambasador bio zatvoren, ali vidi da je sada prazna. Tada se na vratima pojavljuje Šaft, koji je ispod odela imao kožni prsluk koji je napravio od sedla, koji ga je zaštitio od šurikena. Šaft upuca Šimadu, nakon čega se pridružuje preostaloj dvojici svojih ljudi, koji su za to vreme odveli Macudairu dalje odatle. Zagor i Takeda se napokon penju na vrh i sustižu ih, nakon čega ih napadaju. Oni savladaju Šaftove ljude, ali Šaft tada preti da ubije Macudairu ako Zagor ne baci oružje. On to i radi, ali tada šutira sto prema njemu, zbog čega Šaft pusta Macudairu. Šaft puca na Zagora, ali mu Zagor uzvraća i ubija ga, nakon čega izlazi napolje sa ambasadorom i pridružuje se Takedi, koji je ranjen tokom borbe sa Šaftovim ljudima. Tada se pojavljuje Šimada, koji je još uvek živ nakon što ga je Šaft upucao, i koji kaže da ne želi da umre od ruke jednog belca, zbog čega izaziva Takedu na poslednju borbu. Obojica su ranjeni, ali Takeda uspeva da ubije Šimadu, nakon čega se sa Zagorom i Macudairom vraća u Kingston. Nekoliko dana kasnije, brod koji je bio nasukan je popravljen i u stanju da opet isplovi sa Mejlinom, Takedom i Macudairom, a pre nego što Zagor i Čiko odu nazad u Darkvud, Takeda traži da razgovara sa Zagorom. On kaže da se odriče svoje zakletve da ga ubije, zato što je spasio ambasadora, i time se iskupio. Takođe kaže i da mu je Macudaira ponudio da stupi u njegovu službu, zbog čega će se zajedno sa Jeng i svojim sinom vratiti u Japan, gde će raditi na tome da otkrije ko je dao naređenje za ubistvo ambasadora.

## Prethodna i naredna epizoda
Prethodna epizoda nosila je naslov Zaseda nindži (#156), a naredna Pipci! (#158).